# Arthur Henderson
Arthur Henderson (Glasgow, 13 de septiembre de 1863 - Londres, 20 de octubre de 1935) fue un político y sindicalista británico.
Trabajó de obrero fundidor hasta que entró en el Parlamento en 1903. Fue líder del Partido Laborista, consejero de cuestiones obreras en el gobierno de Lloyd George (1915-1916) y ministro del Interior (1924) y de Asuntos Exteriores (1929-1931). Fue elegido presidente de la Conferencia del Desarme de Ginebra en 1932 y en 1934 se le entregó el premio Nobel de la Paz.